# Gret Loewensberg
Margaretha „Gret“ Loewensberg Leuenberger (ehemals Loewensberg-Holzer; * 17. Januar 1943 in Zürich; heimatberechtigt in Zürich und Frauenfeld) ist eine Schweizer Architektin. Sie ist auch bekannt als Partnerin und heutige Ehefrau des ehemaligen Bundesrates Moritz Leuenberger.

## Leben
Gret Loewensberg war in erster Ehe mit Gerold Loewensberg verheiratet. Der Ehe entstammt der 1971 geborene Sohn Valentin, der ebenfalls Architekt ist. In zweiter Ehe ist Gret Loewensberg mit Moritz Leuenberger verheiratet. Dieser Beziehung entstammt der 1975 geborene Schauspieler Manuel Löwensberg.

## Politik
Die Architektin legt grossen Wert auf Selbständigkeit und meidet die Öffentlichkeit. Dennoch war sie bei Staatsbesuchen und Auslandsreisen ihres Gatten präsent, zum Beispiel am 28. Juni 2001 beim Besuch von Václav Havel oder am 28.–30. März 2001 beim Besuch von Kofi Annan. Im Jahr 2003 kandidierte sie für den Zürcher Kantonsrat. Ihr Name stand auf der Gewerbeliste, die mit der SP eine Listenverbindung eingegangen war.

## Architektur

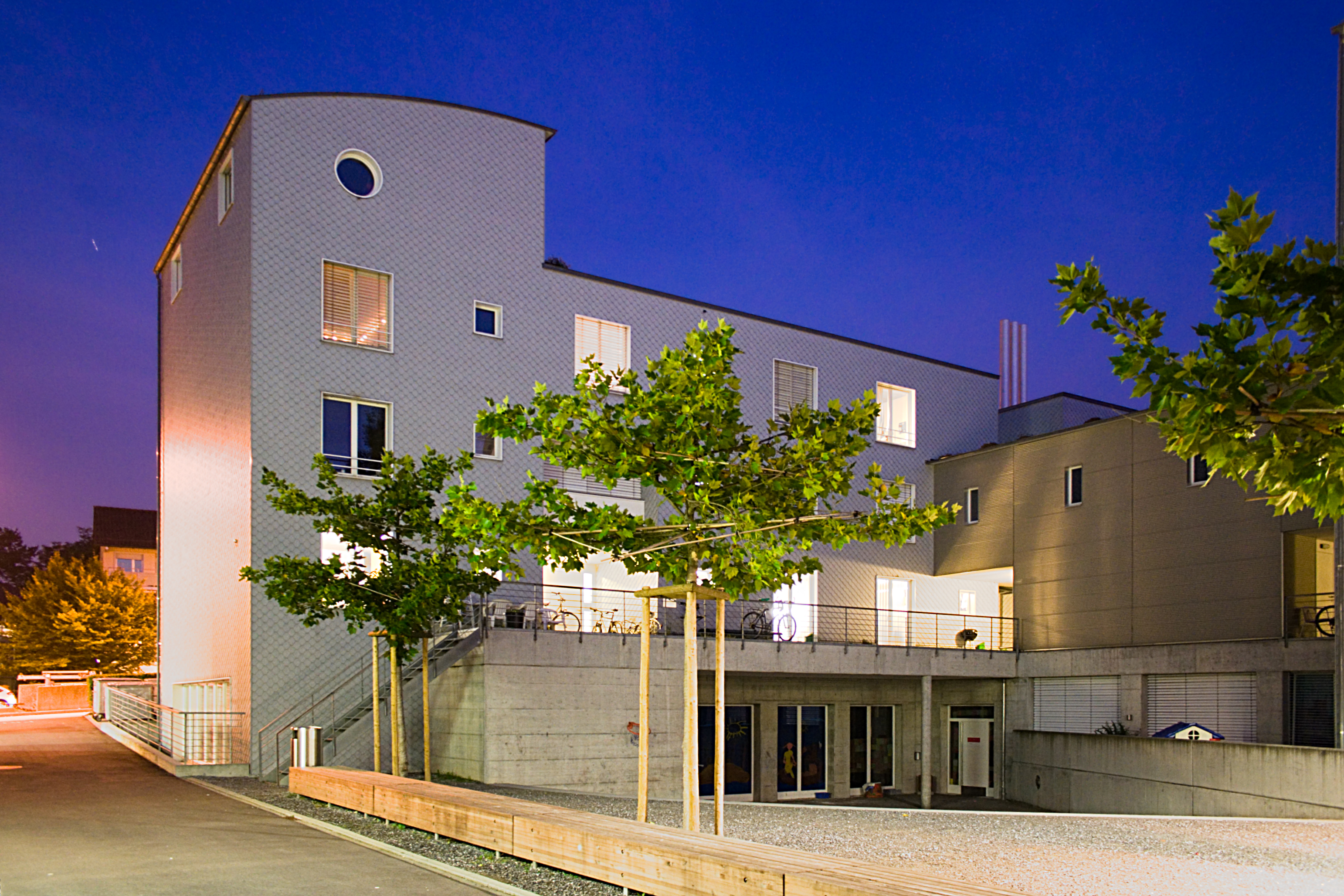
Studentensiedlung Netzwerk

Gret Loewensberg hat an der ETH Zürich Architektur studiert und ist Mitglied des SIA. Einen Namen geschaffen hat sich Loewensberg als Architektin mit Wohnbauten wie der Studentensiedlung Netzwerk an der Bülachstrasse in Zürich zusammen mit Alfred Pfister. Der Aufbau der Siedlung erinnert an ein Gitter oder Netz, die Höfe in den „Maschen“ sind im Sommer beliebte Begegnungsräume. Durch den niedrigen Aufbau mit nur drei Geschossen und der vertikalen Aufteilung der Wohnungen wirkt der Bau wie eine Einfamilienhaussiedlung. Trotzdem ist die Wohndichte hoch, auf dem überschaubaren Areal konnten 250 Zimmer gebaut werden. Die Infrastruktur ist sehr gut, Netzwerk bedeutet auch ein eigenes Computernetzwerk, Fernsehkanäle aus aller Welt, Partyräume und eine integrierte Kinderkrippe.
Ebenfalls mit Alfred Pfister wurde die Wohnüberbauung „Melchrüti“ in Wallisellen realisiert. Daneben wurde Loewensberg in verschiedene Jurys berufen, so etwa beim Neubau des Gemeindehauses in Affoltern am Albis oder bei der Vergabe des Holzpreises Solothurn 04.
Für einigen Wirbel sorgte die Neugestaltung der Büroräume ihres Ehemanns im Bundeshaus. Es ging um die Frage, ob der Bund oder Leuenberger privat für diese Kosten aufzukommen habe.
Viele Projekte wurden aus unterschiedlichen Gründen trotz gewonnenem Wettbewerb nicht realisiert, beispielsweise das Kulturhaus „Laurana“ in Kilchberg.